# 国際連合安全保障理事会決議274
国際連合安全保障理事会決議274（こくさいれんごうあんぜんほしょうりじかいけつぎ274、英: United Nations Security Council Resolution 274）は、1969年12月11日に国際連合安全保障理事会で採択された決議である。キプロス問題に関する過去の決議を再確認し、近頃の勇気づけられる事態の進展に言及した上で、国際連合キプロス平和維持軍の活動期限を1970年6月15日まで延長し、当事国に対して最大限の自制を持って行動し、平和維持軍に全面的に協力するように求めた。